# Twenty-fore
Twenty-fore（トゥエンティフォー）は、日本の3人組ロックバンド。所属事務所は IROAS Corporation。パイオニアLDCとメディアファクトリーの合弁レコードレーベルfactoryorumok。

## 沿革
1998年、リーダーの生方信堂を中心に結成。
1999年、インディーズレーベル（カイガンレコード）より「STILL WAITING」を発売。
2000年、TM NETWORKの木根尚登プロデュースによりパイオニアLDCとメディアファクトリーの合弁レコードレーベルfactoryorumokから「遅い夏休み」でメジャーデビュー。
2001年レーベルの活動休止により、バンド活動も休止。

## メンバー
- 生方信堂（ギター・ボーカル、作詞・作曲・編曲担当）
- 湯浅公一（キーボード、編曲担当）
- SHIN（ボーカル、作詞担当）

## 来歴
- 1988年 ハーフトンミュージックへコンサートスタッフとしてリーダーの生方が入社
- 1989年 リーダーの生方が音楽事務所”JUGGLER”にて ECHOES・THE BLUE HEARTSのコンサートスタッフとして参加
- 1990年 郷ひろみ「アメリカかぶれ」TOURへ参加
- 1991年

生方がコンサートスタッフとして関わったTMN EXPOツアーで木根尚登と出会い、木根のサポートを受けソロデビューに向けた楽曲制作、ライブ出演を始める。
　　生方ソロ曲：I will　https://linkco.re/5sPXrmc5
- 1992年 TMNのMg大谷健吾とデジタルロックユニット”UK”を結成、活動開始。
- 1994年 松任谷由実 -THE DANCING SUN TOUR 1994-1995
- 1994年 吉川晃司「My Dear Cloudy Heart」TOUR
- 1995年 ユニット解散後ARTIMAGEから移籍しIROAS Corporationにてソロ活動を開始。
- 1995年

木根のプライベートスタジオで生方とアシスタントを務めていた湯浅公一と出会う
- 1995年：シャ乱Q「学園祭の乱」TOUR
- 1998年：La'cryma Christi　TOUR
- 1998年：結成

生方の仕事上の恩師に紹介されたボーカルSHINを加え、3人組バンド「Twenty-fore」を結成。阿部薫（ドラム）・宗秀治（ベース）のサポートメンバーとライブ活動をスタート。渋谷「SEIBU」デパート前の路上ライブには1,000人を動員。
- 1999年：ゆず「アリーナツアー1999」TOUR
- 1999年：楽曲提供開始

パイオニアLDCから発売の佐々木ゆうこのセカンドアルバム「Pure Snow」収録曲「akaikutsu」「Call177」を生方が楽曲提供、編曲で湯浅がで参加。
- 2000年：メジャーデビュー

インディーズレーベル（カイガンレコード）より「STILL WAITING」（2000年7月10日発売）。日本テレビの音楽プロデュース番組「ピンクパパラッチ」に出演し、TM NETWORKの木根尚登プロデュース「遅い夏休み / 空」（2000年9月20日発売）でパイオニアLDCとメディアファクトリーの合弁レコードレーベルfactoryorumokメジャーデビュー。2ndシングル「Tバード / A ROSE ALONE」（2000年11月22日発売）。
- 2001年：活動休止

レーベルの活動休止後、生方はつんく♂プロデュースの音楽ディレクターとして活動開始。
湯浅とはハロプロ関係・ナイスガールプロジェクト（NGP）関係・バクステ外神田一丁目の仕事で共演。
Twenty-foreからボーカルを除いた「23's（生方・湯浅）」としての編曲での参加作品。

・2001年8月8日
えなりかずきの子守唄 / えなりかずき
・2001年12月12日発売
女の子の取り調べタイム / カントリー娘
・2002年6月26日発売
おはようさん〜また明日の唄 / ミニモニ

## ディスコグラフィー
| # | 発売日         | タイトル      | C/W          |
| - | -------------- | ------------- | ------------ |
| 1 | 2000年7月10日  | STILL WAITING |              |
| 2 | 2000年9月20日  | 遅い夏休み    | 空           |
| 3 | 2000年11月22日 | Tバード       | A ROSE ALONE |